# Jair Bolsonaro
Jair Bolsonaro   (Glicério, 21 de març de 1955) és un militar retirat i polític brasiler, actualment afiliat al Partit Liberal (PL). Va ser el 38è president del Brasil, de l'1 de gener de 2019 a l'1 de gener de 2023, després d'haver estat elegit pel Partit Social Liberal (PSL). Va ser diputat federal per Rio de Janeiro entre 1991 i 2018. Nascut al municipi de Glicério, a l'interior de l'estat de São Paulo, però va viure en diverses altres ciutats de São Paulo durant la seva infància. L'any 1966, la seva família es va instal·lar a Eldorado, a la vall de Ribeira, on va passar la seva adolescència amb els seus cinc germans.
Es va graduar a l'Acadèmia Militar das Agulhas Negras (AMAN) el 1977 i va servir en companyies d'artilleria de campanya paracaigudista de l'exèrcit brasiler. Va ser conegut pel públic el 1986 quan va escriure un article per a la revista Veja criticant els sous dels oficials militars, després de la qual cosa va ser arrestat durant quinze dies (tot i rebre cartes de suport de col·legues de l'exèrcit); va ser absolt dos anys més tard.
Bolsonaro va ingressar a la reserva militar el 1988 com a capità. Al mateix any, es va presentar a la Câmara Municipal de Rio de Janeiro i va ser elegit membre del Partit Demòcrata Cristià (Partido Democrata Cristão, PDC). El 1990, Bolsonaro va ser el candidat més votat de l'estat de Rio de Janeiro per a la Cambra de diputats, amb el suport del 6% de l'electorat de Rio de Janeiro (464.000 vots), sent reelegit sis vegades. Durant els seus 27 anys com a congressista, Bolsonaro es va fer conegut com una personalitat controvertida, a causa de les seves opinions polítiques populistes i d'extrema dreta, que inclouen simpatia per la dictadura militar del Brasil (1964–1985) i la defensa de les pràctiques de tortura d'aquest règim.
Bolsonaro va anunciar la seva candidatura prèvia a la Presidència de Brasil el març del 2016 com a membre del Partit Social Cristià (Partido Social Cristão, PSC). Tanmateix, el gener de 2018, va anunciar la seva pertinença al Partit Social Liberal (PSL), el vuitè partit polític de la seva carrera des que va ser elegit regidor el 1989. La seva campanya presidencial es va iniciar l'agost de 2018, quan el general retirat Hamilton Mourão va ser triat per a presentar-se per a la vicepresidència. Es presenta com un «defensor dels valors familiars». El 7 d'octubre, Bolsonaro va ocupar la primera posició de la primera volta de les eleccions presidencials de 2018, amb el candidat Fernando Haddad del Partit dels Treballadors (Partido dos Trabalhadores, PT), en segon lloc. Els dos es van enfrontar a la segona volta el 28 d'octubre, i Bolsonaro va guanyar amb el 55,13% dels vots vàlids. Va ser elegit President del Brasil, per un període de 4 anys a partir del 1r de gener de 2019, en substitució de Michel Temer.

## Vida personal

### Genealogia
Bolsonaro és descendent d'immigrants italians i alemanys, amb probable origen portuguès molt remot. Per part de la seva mare, Bolsonaro té ascendència completament italiana, i els seus avis van néixer a la ciutat de Lucca, a la Toscana. Per part del seu pare, és besnet d'italians del Vèneto i Calàbria, i també té un besavi nascut a Hamburg, Alemanya. L'ortografia original del cognom era «Bolzonaro». Segons declaracions del propi Jair Bolsonaro, el seu besavi era alemany i era un soldat de la Wehrmacht d'Adolf Hitler durant la Segona Guerra Mundial: «Ell no va tenir una altra opció: o bé era un soldat o era afusellat», va dir. No obstant això, d'acord amb la genealogia presentada, Carl «Carlos» Hintze, el besavi Bolsonaro, va néixer a Alemanya al voltant de 1876 i va arribar al Brasil el 1883, quan era nen, cinc dècades abans de l'inici de la Segona Guerra Mundial a Europa, pel que tenia 54 anys quan Hitler va arribar al poder i 69 anys al final de la Segona Guerra Mundial, sense que hi hagi cap evidència que deixés Brasil durant aquest període. El seu besavi alemany va morir a Campinas el 16 de març de 1969.

### Infància
Segons els relats familiars, Jair Bolsonaro va néixer a Glicério, un petit municipi al nord-oest de l'estat de São Paulo, i es va registrar deu mesos després, l'1 de febrer de 1956, a la ciutat de Campinas, on vivia gran part de la seva família d'immigrants italians i alemanys. Tanmateix, en el seu registre de naixement, consta que va néixer a Campinas. El nom de Jair va ser escollit per suggeriment d'un veí, en honor de Jair Rosa Pinto, l'esquerra de la Selecció de fútbol del Brasil, que va celebrar el seu aniversari aquell dia jugant amb el Palmeiras, un equip que seu pare, Percy Geraldo Bolsonaro, va animar. Inicialment, es va decidir que s'anomenés Messias Bolsonaro perquè la seva mare, Olinda Bonturi, després d'un embaràs complicat, va atribuir a Déu el miracle del naixement del fill.
En la seva infància, va viure a diverses ciutats de l'estat de São Paulo. En els primers anys de la seva vida, la seva família es va traslladar a Ribeira. Després d'uns anys, el 1964, la família es va traslladar a Jundiaí, als barris de Vianelo i Vila Progresso. El 1965 es van traslladar a Sete Barras. Finalment, el 1966, es van traslladar a Eldorado, al Vale do Ribeira, on Jair va créixer juntament amb els seus cinc germans.

### Matrimoni i fills
Va estar casat amb Rogéria Nantes Nunes Braga, a qui va ajudar a ser elegida regidora de la ciutat de Rio de Janeiro el 1992 i 1996, i amb qui va tenir tres fills: Flávio (diputat estatal de Rio de Janeiro), Carlos (així com el seu pare i mare, regidor de la ciutat de Rio de Janeiro, el més jove del país), i Eduardo.
Del seu segon matrimoni, amb Ana Cristina Valle, va tenir a Renan.
El 2007 va conèixer a la seva actual esposa, Michelle de Paula Firmo Reinaldo, quan era secretària parlamentària a la Cambra dels Diputats. Nou dies després de ser contractada, els dos van signar un acord prenupcial i, dos mesos més tard, es van casar. El 2013, la parella va celebrar una cerimònia religiosa a càrrec del pastor Silas Malafaia. Amb Michelle, Bolsonaro va tenir la seva primera filla, Laura. La família viu en un condomini de luxe a Barra da Tijuca, a Rio de Janeiro.

## Carrera militar

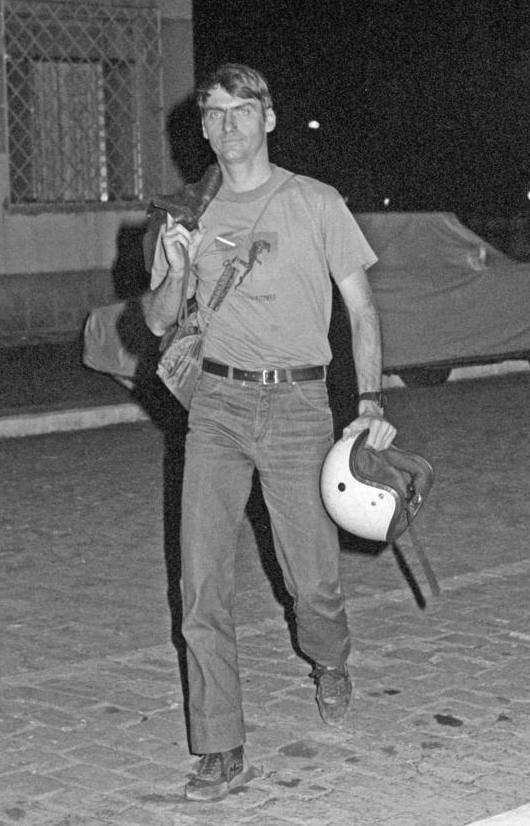
Jair Bolsonaro el 1986, el mateix any que va ser arrestat mentre servia al 8è Grup d'Artilleria de Campanya paracaigudista

Bolsonaro es va interessar per l'exèrcit quan tenia 15 anys, quan ell i els seus amics van informar als militars sobre els possibles amagatalls de Carlos Lamarca, que havia creat un campament al Vale do Ribeira per formar guerrillers contra la dictadura militar.
A l'edat de 18 anys, Bolsonaro va ingressar a l'Escola Preparatoria de Cadets de l'Exèrcit (Escola Preparatória de Cadetes do Exército, EsPCEx). No obstant això, després de reflexionar, va arribar a la conclusió que s'havia d'haver presentat l'Acadèmia Militar das Agulhas Negras (AMAN). Després, a finals de 1973, després d'uns mesos a l'EsPCEx, es va presentar a l'acadèmia militar i va aprovar. Es va graduar el 1977.
Al final del seu últim any d'acadèmia, es va unir a la Brigada d'Infanteria Paracaigudista (BRIPAC), on es va especialitzar en paracaigudisme. Després d'acabar el curs, va exercir com a oficial al 21è Grup d'Artilleria de Campanya (GAC) a São Cristóvão, un barri de Rio de Janeiro. Posteriorment, va servir al 9è GAC de Nioaque, Mato Grosso do Sul, de 1979 a 1981. En aquest últim any va néixer el seu primer fill, Flávio. L'any següent, 1982, va assistir a l'Escola d'Educació Física de l'Exèrcit (Escola de Educação Física do Exército, EsEFEx) i va néixer el seu segon fill, Carlos.
Després de graduar-se a l'escola, va servir al 8è GAC de Paracaigudistes a Deodoro, un barri de Rio de Janeiro. Va ser un dels tinents responsables de l'avaluació física dels soldats que competien per al curs de paracaiguisme. El 1987, va assistir a l'Escola de Perfeccionament d'Oficials (Escola de Aperfeiçoamento de Oficiais, EsAO).
Els documents elaborats per l'exèrcit brasiler en la dècada del 1980 mostren que els superiors de Bolsonaro el qualifiquen com «una excessiva ambició de realitzar-se financierament i econòmicament». Segons el superior de Bolsonaro en aquella època, el coronel Carlos Alfredo Pellegrino, Bolsonaro «tenia sempre la intenció de liderar oficials subalterns, però sempre era rebutjat, tant pel tracte agressiu donat als seus camarades com per la manca de lògica, la racionalitat i equilibri en la presentació dels seus arguments».

### Presó
El 1986, quan exercia com a capità en el 8è GAC Paracaigudista, Bolsonaro va ser detingut durant quinze dies després d'escriure, a la secció «Punt de vista» de la revista Veja de 3 de setembre de 1986, un article titulat «Els salaris són baixos». Segons Bolsonaro, desenes de cadets van abandonar l'AMAN a causa dels baixos salaris pagats d'una forma habitual, no per mala conducta com volia fer veure a la cúpula de l'exèrcit. L'actitud dels seus superiors va provocar una reacció dels oficials actius i de la reserva, inclòs el general Newton Creu, antic cap de l'Agència Central del Servei Nacional d'Informació (Serviço Nacional de Informações, SNI) durant el govern de João Figueiredo. Bolsonaro va rebre al voltant de 150 telegrames de solidaritat de les més diverses regions del país, i el suport de funcionaris de l'Institut Militar d'Enginyeria (Instituto Militar de Engenharia, IME) i de les esposes d'oficials que es van manifestar davant del complex militar a Praia Vermelha, a Rio de Janeiro.
Va ser absolt pel Tribunal Suprem Militar (Superior Tribunal Militar, STM) dos anys més tard.

### Operació «Carreró sense sortida»
El 27 d'octubre de 1987, Jair Bolsonaro va informar a la periodista Cássia Maria, de la revista Veja, sobre l'operació «Carreró sense sortida» (Beco Sem Salida). En aquell moment, Bolsonaro recolzava la millora del salari i estava en contra l'arrest del capità Saldon Pereira Filho. L'operació pretenia fer esclatar bombes de poca potència als banys de Vila Militar de l'Acadèmia Militar das Agulhas Negras, a Resende, i a altres casernes militars per protestar contra el baix sou que rebien els militars en aquella època. Bolsonaro hauria dibuixat el croquis d'on es col·locaria la bomba a Via Guandu, que subministra aigua al municipi de Rio de Janeiro.
La revista va lliurar el material al llavors ministre de l'exèrcit, i aquest últim, després de quatre mesos d'investigació, va concloure que l'informe era correcte. El 19 d'abril de 1988, el Consell de Justificació Militar (Conselho de Justificação Militar, CMJ) va considerar per unanimitat que Bolsonaro era culpable i que fos «declarat incompatible per a la oficialitat i la consegüent pèrdua de rang i destí, d'acord amb l'article 16, títol I de la Llei 5836/72». En la seva defensa, Bolsonaro va afirmar en el moment que la revista Veja havia emès acusacions fraudulentes per vendre més amb articles sensacionalistes. El cas va ser lliurat al Tribunal Superior Militar (Superior Tribunal Militar, STM). El judici es va celebrar el juny de 1988 i el tribunal va confirmar la defensa de Bolsonaro i del capità Fábio Passos da Silva, segons el qual les proves documentals (el informe pericial que va fer la Policia de l'Exèrcit) no era suficient per no permetre comparacions cal·ligràfiques, ja que s'havia utilitzat lletra d'imprenta. El STM va absoldre als dos oficials, que es van mantenir als quadres de l'Exèrcit.
El 1988, Bolsonaro va passar a la reserva, amb el rang de capità, i en el mateix any va començar la seva carrera política, presentant-se per a regidor de la ciutat de Rio de Janeiro. Tanmateix, l'informe de la Policia de l'Exèrcit seria desmentit més tard per la Policia Federal, que va confirmar l'escriptura manuscrita de Bolsonaro.

## Carrera política

### Regidor de Rio de Janeiro (1989-1990)

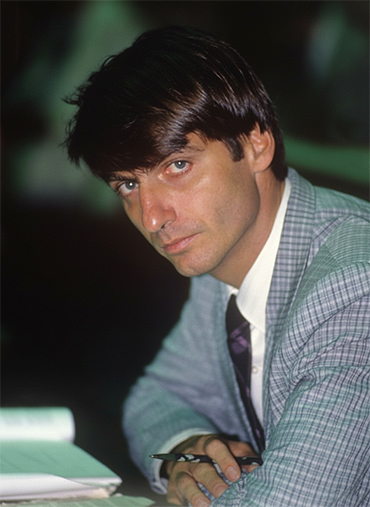
Bolsonaro el 23 de març de 1990, durant el seu mandat com a regidor. A l'octubre del mateix any, seria elegit diputat federal

El 1988, va entrar a la vida pública quan va ser elegit regidor de la ciutat de Rio de Janeiro pel Partit Demòcrata Cristià (PDC). Va assumir el seu mandat el 1989, romanent només dos anys a la Câmara Municipal do Rio de Janeiro. Bolsonaro va resultar ser un regidor conservador, discret i poc participatiu. Durant el seu mandat, va presentar set projectes de llei, un dels quals autoritzava el transport gratuït de militars en autobusos urbans. El seu mandat com a regidor es va utilitzar principalment per donar visibilitat les causes militars.
En un dels pocs discursos que va pronunciar al plenari, es va queixar d'una nota publicada pel diari O Dia, que el va acusar d'enregistrar el discurs d'altres regidors com atacs a les Forces Armades per enviar-lo als militars. En altres ocasions, Bolsonaro va defensar el control de la natalitat: «no serveix ser pal·liatiu, mostrant fullets a la població necessitada que és analfabeta», va dir. També va dir que no era útil distribuir condons als habitants de les barriades pobres, perquè «els nens jugarien amb ells», i que la contenció de l'explosió demogràfica hauria de ser «per sobre de la classe més humil». Les paraules del regidor es van transcriure al Diari de la Câmara Municipal, perquè en aquell moment la Cambra encara no tenia un canal de Televisió.

### Diputat federal (1991- actualitat)
En les eleccions de 1990, va ser escollit diputat federal, també pel PDC. Després va seguir durant sis mandats successius. A més del PDC, es va afiliar a altres set partits al llarg de la seva carrera política: PPR (1993-95), PPB (1995-2003), PTB (2003-2005), PFL (2005), PP (2005-2016), PSC (2016-2017) i PSL (2018). Bolsonaro va dir que ja havia pensat en unir-se a Prona, i el 2017 fins i tot va parlar sobre la seva afiliació al PEN, l'actual Patriota, que no va passar.
A la Cambra dels Diputats, Bolsonaro era el cap de la Comissió de Relacions Exteriors i de Defensa Nacional i del Comitè de Seguretat Pública i Lluita contra la Delinqüència Organitzada, i membre suplent de la Comissió de Drets Humans i Minories.

#### Actuació parlamentària

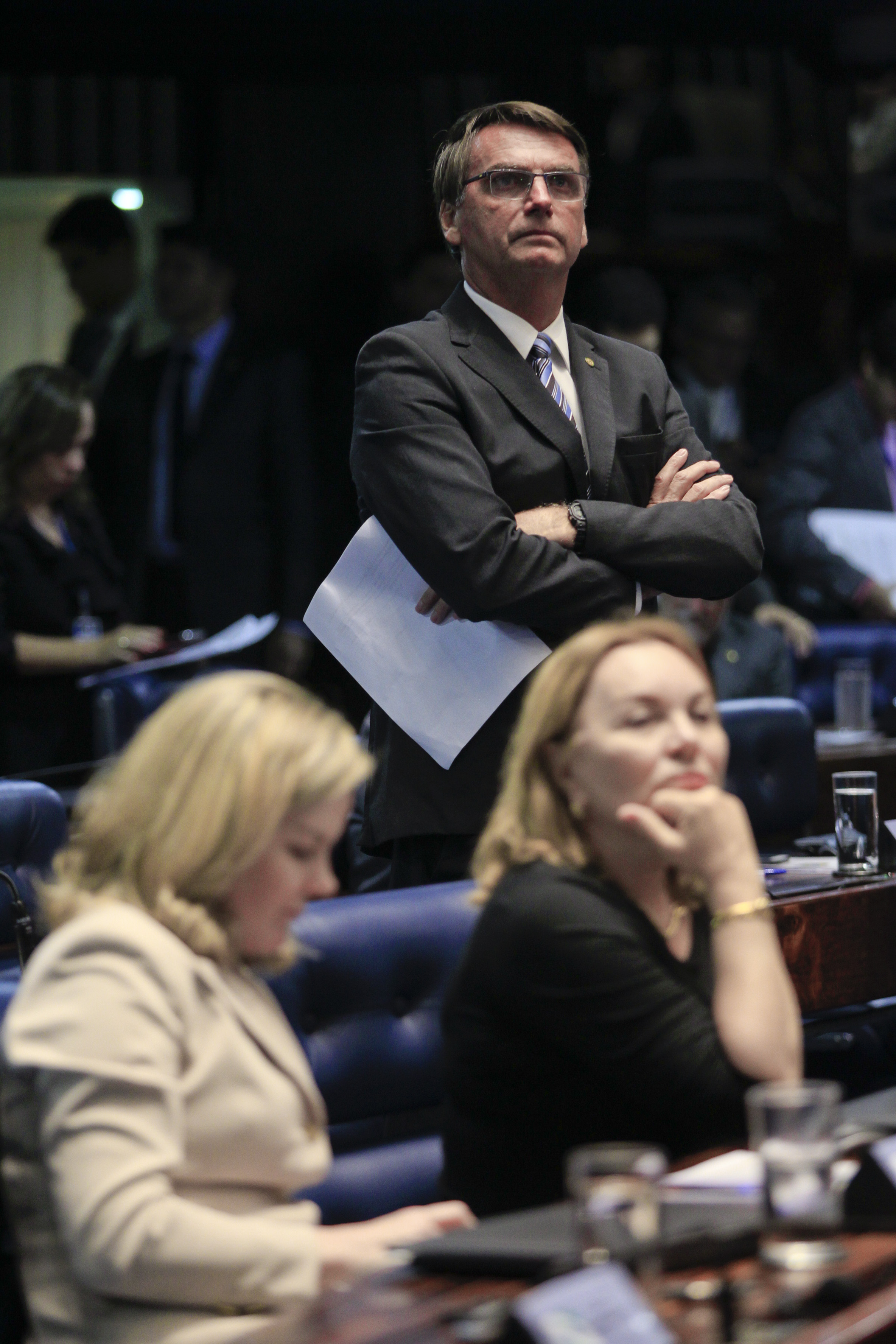
Bolsonaro, el 2016, durant una sessió deliberativa ordinària al Ple del Senat

Segons la investigació de diari O Estado de S. Paulo, en 26 anys d'activitat al Congrés, Bolsonaro va presentar 171 projectes de llei, de llei complementària, de decret legislatiu i propostes d'esmena a la Constitució (PEC), sent redactor de 73 d'ells. Segons l'Agência Lupa (que dona el nombre total de 172 projectes: 162 projectes de llei (PL), 1 projecte de llei complementària (PLC), i 5 propostes d'esmena a la Constitució (PEC)), hi ha altres 470 propostes presentades pel diputat, però aquestes no són projectes de llei (són esmenes als processos en comissions, indicacions a les autoritats perquè subministrin informació en els casos examinats per la Cambra, i els missatges i manifestacions en el ple).
El Parlament va aconseguir aprovar una proposta d'esmena i dos projectes: una PEC que preveu l'emissió de rebuts pel vot a les urnes electròniques, una proposta que estén el benefici de l'exempció de l'impost sobre productes industrialitzats (IPI) per a béns d'informàtica, i una proposta que autoritza l'ús de la fosfoetanolamina (una substància que va arribar a ser coneguda a Brasil com «la píndola del càncer» i que les proves han demostrat no tenir cap efecte contra la malaltia). Al Parlament, Bolsosrano va justificar l'aprovació d'una única esmena al·legant que no rebia prou suport dels altres membres del Congrés per patir «discriminació» per tenir ideals de dreta.
En el cas de les urnes electròniques, l'esmena proposa la impressió d'un val, que és verificat per l'elector a la impressora i després dipositat per la mateixa màquina en una urna segellada. Ell defensa aquest sistema per evitar el frau en el recompte de vots, i perquè «cap país del món» utilitza la tecnologia brasilera, insinuant que les urnes electròniques són vulnerables. Tot i que el sistema es prova periòdicament i mai s'ha corromput, alguns experts qüestionen la seva vulnerabilitat. Segons el Tribunal Suprem Electoral (Tribunal Superior Eleitoral, TSE), la proposta generaria costos addicionals d'uns 1,8 bilions de reais a les arques públiques. El juny del 2018, el Tribunal Federal Suprem (Supremo Tribunal Federal, STF) va decidir revocar el vot imprès a les eleccions de 2018 perquè creia que això podria generar un risc d'incompliment del secret i la llibertat d'elecció, per la possibilitat que els empleats necessitin intervenir en cas d'error d'impressió.
Bolsonaro va ser l'autor d'una proposta d'esmena a la Constitució (PEC) que estableix que el Sistema Unificat de Salut (Sistema Único de Saúde, SUS) pugui realitzar cirurgies de lligadura de trompes i vasectomia en pacients majors de 21 anys que desitgin realitzar el procediment. Va argumentar que moltes famílies pobres no tenen els diners per fer cirurgies com aquestes i que tenen dificultats per dur a terme la seva planificació familiar per aquest motiu.
Bolsonaro també va presentar el PL 1411/2011, que tipifica que no cometen delicte els clergues de les esglésies religioses que es neguin a efectuar matrimonis en desacord amb les seves creences (com com per exemple, els matrimonis entre homosexuals). La proposta també deixa clar que les organitzacions religioses no cometen delicte si no accepten, en els cultes, la permanència dels ciutadans que violen els seus valors, doctrines, creences i litúrgies.

#### Desenvolupament electoral
A les eleccions de 2010, Jair Bolsonaro va obtenir uns 120.000 vots, sent l'onzè diputat federal més votat de l'estat de Rio de Janeiro. Va ser reelegit el 2014, com el diputat federal més votat de Rio de Janeiro amb 464.572 vots. Al febrer de 2017, Bolsonaro es va presentar per tercera vegada al càrrec de president de la Cambra dels Diputats, obtenint només quatre vots. Ja havia ocupat la mateixa posició el 2005 i el 2011, havent estat derrotat en tots aquests intents. El 2017, va ser considerat per l'institut FSB Pesquisa el parlamentari més influent de les xarxes socials.

### Candidatura a la presidència (2018)
Jair Bolsonaro es va presentar com candidat a la presidència del Brasil pel Partit Social Liberal (PSL) en les eleccions presidencials del 2018, amb el general Mourão (del PRTB) com a vicepresident de la coalició «Brasil per sobre de tots, Déu per sobre de tot». La seva candidatura va ser aprovada per unanimitat pel Tribunal Superior Electoral (TSE).
Jair Bolsonaro va ser el primer candidat a la presidència per aconseguir el valor d'un milió de reais en donacions per a la campanya electoral mitjançant el finançament col·lectiu. L'import es va assolir després de 59 dies des de l'inici de la campanya de cobrament, el 5 de juliol, amb un augment de 17 mil reais per dia. El 23 d'agost, va començar la seva campanya, gaudint d'una forta protecció policial i amb armilla antibales. Gustavo Bebianno, llavors president del PSL, va dir a UOL que Jair Bolsonaro estava en el màxim nivell de risc.

#### Atemptat durant la campanya
El 6 de setembre de 2018, Bolsonaro va ser víctima d'un atac amb ganivet durant una campanya a Juiz de Fora, Minas Gerais. Va ser ferit a l'abdomen i va haver de sotmetre's a un procediment de laparotomia exploratòria a Santa Casa de Misericòrdia de Juiz de Fora. Adélio Bispo d'Oliveira, identificat com l'autor del delicte i posteriorment empresonat, va declarar al judici que ho va fer «per ordre de Déu». Adélio estava afiliat al PSOL entre 2007 i 2014; el partit va emetre una nota que classificava l'atac com «un greu atemptat a la normalitat democràtica i al procés electoral». Es va recuperar l'arma de l'atemptat.
Els altres candidats a la presidència, Álvaro Dias, Ciro Gomes, Geraldo Alckmin, Guilherme Boulos, Henrique Meirelles, João Amoêdo, Marina Silva, Cabo Daciolo, João Goulart Filho i Vera Lucia van repudiar l'atac a través de les xarxes socials. El president de la República, Michel Temer, el va classificar com «intolerable». L'expresidenta Dilma Rousseff va fer referència a l'atac com «lamentable» i va relacionar la motivació del crim amb les opinions defensades pel candidat.

#### Manifestacions
El 29 de setembre de 2018, utilitzant l'etiqueta # EleNão, un moviment iniciat a les xarxes socials per dones que s'oposaven a les propostes del candidat, es va reunir amb manifestacions expressives de carrer durant la campanya presidencial de 2018. Les manifestacions van comptar amb prop de 500 mil persones, segons el organitzadors de l'esdeveniment, i va passar a més de 160 ciutats de tots els estats del país i també a ciutats com Nova York, Barcelona, Berlín, Lisboa i París.
El dia 30 de setembre es van organitzar actes de suport al candidat. A Brasília, la campanya va organitzar una caravana que incloïa 25.000 cotxes, segons la Policia Militar. A São Paulo, un acte va ocupar quatre quadres de l'avinguda Paulista, sense haver estat divulgat el nombre oficial de manifestants. Segons els organitzadors de l'esdeveniment, el nombre hauria arribat als 1,8 milions, una estimació que es considera poc realista, ja que en una manifestació prèvia per l'impeachment de Dilma Rousseff, que ocupava tota l'avinguda, l'institut Datafolha va estimar una aglomeració de 500.000 persones. El 21 d'octubre, els moviments Brasil Livre (MBL) i Vem Pra Rua també van organitzar actes contra el Partit dels Treballadors (PT) a tot Brasil.

#### Desenvolupament electoral
1a volta
Bolsonaro va obtenir 49.276.990 vots a la primera volta de les eleccions, que es va produir el 7 d'octubre, que correspon al 46,03% dels vots vàlids, sent el més votat de la volta. Com que cap candidat va arribar al 50% dels vots vàlids, l'Alt Tribunal Electoral va convocar la segona volta de les eleccions, entre Jair Bolsonaro i Fernando Haddad del Partit dels Treballadors (PT). Jair Bolsonaro va guanyar en 16 estats i el Districte Federal, superant el 50% dels vots en 13 estats. Jair Bolsonaro va ser el candidat més votat en la primera volta de l'elecció de la història, superant el rècord anterior de Dilma Roussef el 2010 quan va obtenir uns 47 milions de vots en la primera volta.
2a volta
El 28 d'octubre es va produir la segona volta de les eleccions, i Jair Bolsonaro va confirmar el resultat de la primera ronda, obtenint 57.797.847 vots (55,13% dels vots vàlids), i es va convertir en el 38è president de la República del Brasil. Bolsonaro va repetir la victòria en 15 estats on va guanyar a la primera ronda i també al Districte Federal, però no va poder mantenir la victòria a Tocantins. Bolsonaro va interrompre el cicle de quatre victòries consecutives del Partit dels Treballadors, que s'ha repetit des del 2002, quan Luiz Inácio Lula da Silva va guanyar les eleccions presidencials d'aquell any. Bolsonaro és el 10è president militar que ha arribar a la presidència del Brasil, i el primer des del començament de la Nova República.

### Presidència de la República (2019-2022)

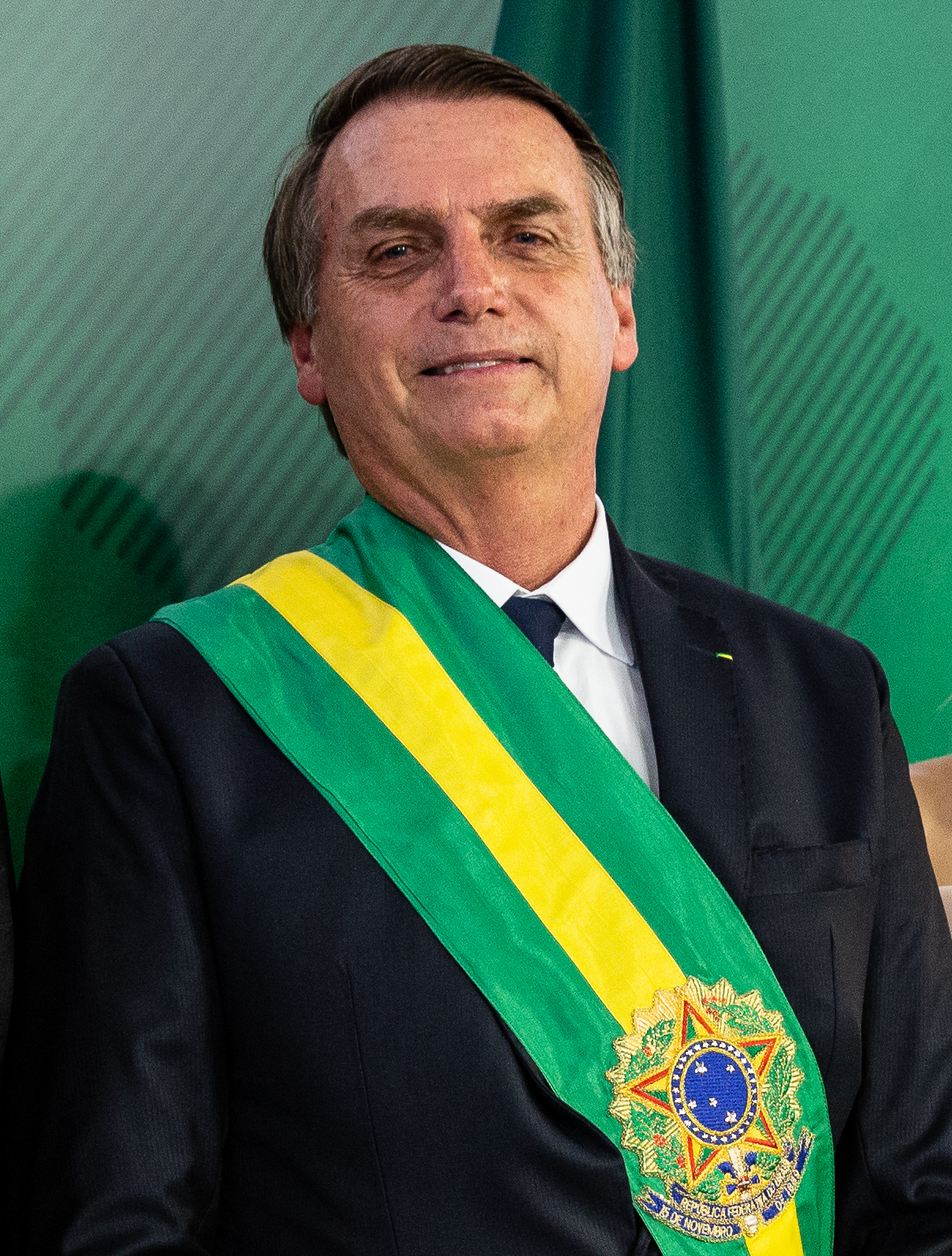
Bolsonaro amb la banda presidencial durant la seva presa de possessió a Brasília, 1 de gener de 2019.

L'11 d'octubre, dies abans de la seva victòria a les enquestes, Bolsonaro va anunciar al congressista Onyx Lorenzoni (DEM) com el futur cap de la Casa Civil al seu gabinet.
El 31 d'octubre, ja com a president electe, Bolsonaro va anunciar a l'astronauta Marcos Pontes com el futur ministre de Ciència i Tecnologia. A més de Pontes, Bolsonaro ja havia fet altres dues nominacions ministerials: Paulo Guedes com a ministre d'Economia i Augusto Heleno, general de reserva, com a ministre de Defensa. Aquest últim, però, va ser nomenat posteriorment aper al Gabinet de Seguretat Institucional de la Presidència de la República (GSI), el 7 de novembre.
El primer dia de novembre, Bolsonaro va confirmar que el jutge Sérgio Moro havia acceptat la seva invitació per a servir com a ministre de Justícia i Seguretat Pública. La decisió va generar una reacció adversa de la premsa internacional perquè Moro havia condemnat a Luiz Inácio Lula da Silva, principal oponent de Bolsonaro en les eleccions, per blanqueig de diners i corrupció.
El 1r de gener de 2019, Jair Bolsonaro i Hamilton Mourão van prendre el càrrec de president i vicepresident de la República en una cerimònia al Congrés Nacional. Després de l'esdeveniment, Bolsonaro va rebre la banda presidencial de mans de l'expresident Michel Temer i va fer un discurs al Palácio do Planalto. La possessió de Bolsonaro va tenir el major reforç de seguretat en la història de les preses de possessió, comptant amb prop de 6.000 agents de policia i 2.600 policies militars.
En les eleccions presidencials de 2022, Bolsonaro es va convertir en el primer president brasiler des de la reinstauració democràtica en fracassar en el seu intent de ser reelegit, sent derrotat en la segona volta per Luiz Inácio Lula da Silva. A més, va marxar cap a Florida pocs dies abans d'acabar el seu mandat, amb la qual cosa no era a Brasília el dia de la presa de possessió de Lula i no va fer el protocol·lari traspàs de la faixa presidencial al seu successor.

### 2023-act.
El juny de 2023, el Tribunal Superior Electoral el va sentenciar, per 5 vots a 2, a 8 anys d'inhabilitació per abús de poder. Els fets jutjats havien tingut lloc el 18 de juliol de 2022, quan durant una recepció a una cinquantena d'ambaixadors al Palau d'Alvorada -la residència presidencial-, retransmesa en directe per la televisió pública, va proferir un discurs contra el sistema electoral brasiler i dubtant de la transparència del vot electrònic, catalogat pel TSE com a propaganda de la seva precampanya electoral durant un acte oficial i en un edifici de la Unió.

## Posicions principals
S'ha fet conegut per les seves posicions populistes, per la seva crítica a l'esquerra, per classificar la tortura com una pràctica legítima, per posicions contràries als drets LGBT, i per diverses altres declaracions controvertides, que li van valer al voltant de 30 sol·licituds de dret de privació d'exercir càrrecs públics i ser elegit per a qualsevol altra funció, i tres condemnes judicials.
També defensa la dictadura militar del Brasil (1964–1985). El 2011, Bolsonaro va condemnar la iniciativa del Palácio do Planalto, sota la direcció de Dilma Rousseff, d'aprovar el grup de treball que hauria d'examinar les violacions dels drets humans practicades durant la dictadura per «per efectuar el dret a la memòria i la veritat històrica i promoure la reconciliació nacional». Aquest grup de treball va ser anomenat Comissió Nacional de la Veritat, o simplement «Comissió de la veritat». El parlamentari va criticar particularment un extracte de l'article 4 del projecte de llei que estableix la comissió i que preveu que «és obligació dels militars col·laborar amb la Comissió de la Veritat». Bolsonaro va dir al interrompre una conferència de premsa: «[…] és un deure, el militar que no vol col·laborar i no dir res o no dir el que ells volen sentir pot ser empresonat, sí. Aquesta és una farsa, una mentida. És un projecte que només busca el que ells volen».
Encara que les seves posicions estan àmpliament classificades en l'extrem dreta de l'espectre polític, Bolsonaro rebutja tal categorització. Inicialment, Bolsonaro no es va veure com el representant de l'espectre ideològic dretà, i fins i tot va ocupar la tribuna de la Cambra dels diputats el 12 de març de 1999 per a lloar a la diputada federal Luiza Erundina, afiliada al PSB i sempre reconeguda dins d'un marc d'esquerra.

### Les minories
Bolsonaro ja ha condemnat públicament l'homosexualitat i s'oposa a l'aplicació de lleis que garanteixen els drets LGBT, com el matrimoni entre persones del mateix sexe, l'adopció de fills per parelles homosexuals, i el canvi en el registre civil dels transsexuals.
També està en desacord amb l'aplicació de les discriminacions positives, com les quotes racials per als afrobrasilers; el 2006, com a forma de protesta contra la formulació de polítiques de quotes racials a les universitats públiques, el diputat va presentar un projecte de llei complementària a la Cambra dels Diputats, proposant l'establiment de quotes per als diputats negres i mulats, admetent després que si el projecte de llei fos votat estaria en contra d'ell.
Quan se li va preguntar si augmentaria la participació de dones en un possible govern, Bolsonaro va respondre: «Ho hem de parlar en una reunió. Si poso les dones, hauré d'indicar quantes són afrodescendents?»
Durant la seva campanya presidencial del 2018, quan se li va preguntar si un prejudici podia ser una política de govern, Bolsonaro va declarar que acabaria amb el victimisme al Brasil. Segons ell, tot s'ha convertit en victimisme: «Victimisme del negre, victimisme de la dona, victimisme dels gai, victimisme dels del nord-est, victimisme dels piauiense. Tot és victimisme al Brasil, nosaltres acabarem amb això».

### Possessió d'armes, drogues, pena de mort i tortura
Bolsonaro advoca per la derogació de l'Estatut del desarmament i argumenta que el propietari rural té dret a comprar fusells per evitar les invasions del Moviment dels Treballadors Rurals Sense Terra (MST). A més, també va presentar un projecte de llei que estableix la castració química voluntària com a condició per a una persona condemnada per violació pugui avançar en el règim de penes.
S'oposa a la legalització de les drogues i, en una entrevista concedida al programa CQC a l'abril de 2011, va reiterar les afirmacions anteriors sobre el tema quan se li va preguntar com reaccionaria si el seu fill fos un drogoaddicte: «Li donaria una pallissa, pots estar segur d'això».
En diverses entrevistes, Bolsonaro també es va posicionar a favor de la institució de la pena de mort al Brasil per casos d'assassinats premeditats, ja que, segons ell, «el bandit, només respecta el que tem». També està a favor de reduir la majoria d'edat penal fins als 16 anys.
L'any 2000, Jair Bolsonaro va defensar, en una entrevista amb la revista IstoÉ, l'ús de la tortura en casos de narcotràfic i segrest, així com la pena de mort en casos d'assassinat premeditat. En aquesta entrevista, Bolsonaro defensa la censura, encara que no especifica de quin tipus. Malgrat aquestes afirmacions, el polític va dir recentment que mai va estar a favor de la tortura.

### Economia

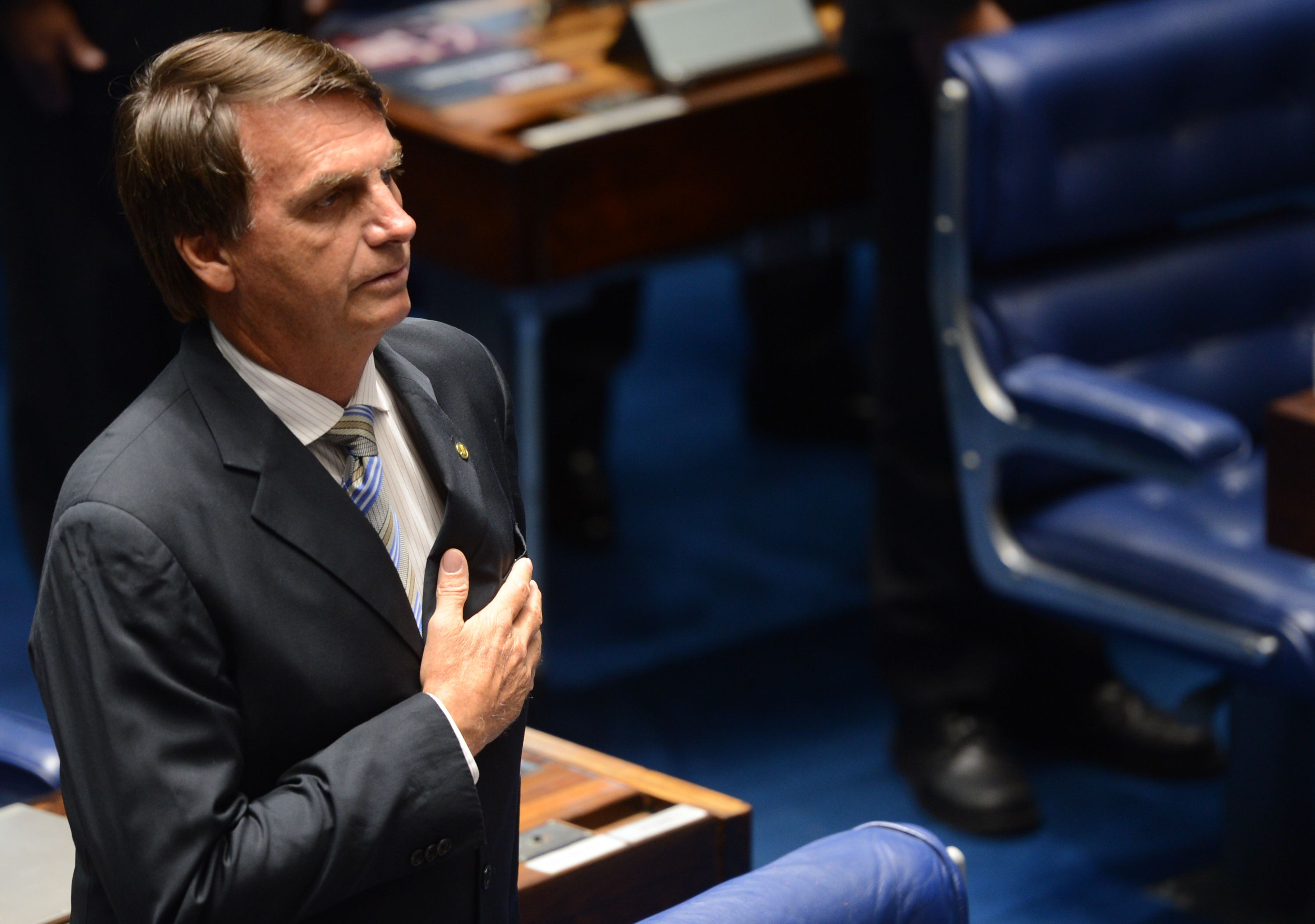
Bolsonaro durant la promulgació de l'esmena a la Constitució 77, que permet als metges militars treballar al SUS (2014)

Bolsonaro va defensar, durant els governs de Fernando Henrique Cardoso i Luiz Inácio Lula da Silva, posicions econòmiques desenvolupamentistes i antiliberals, herència de la dictadura militar al Brasil, votant juntament amb el Partido dos Trabalhadores en diversos assumptes econòmics. L'any 2000, quan va explicar al presentador Jô Soares per què defensava al llavors president Fernando Henrique, va dir que «la barbaritat està privatitzant Vale i les telecomunicacions, lliurant les nostres reserves de petroli al capital extern».
D'altra banda, des del 2016, Bolsonaro ha donat suport a les mesures econòmiques liberals. Va votar a l'obertura de la presal, afirmant que «el lliure mercat és la mare de la llibertat», i en una entrevista va dir que «s'ha de privatitzar tant com sigui possible» i que es va oposar només a la manera en què Vale va ser privatitzada. En una entrevista amb la periodista Mariana Godoy, quan li va preguntar sobre el seu posicionament en relació amb el triplet macroeconòmic, el llavors candidat a la presidència va respondre que qui parlaria d'economia per a ell en el futur seria el seu equip econòmic. Al novembre de 2017, durant una entrevista, Bolsonaro va dir que si es converteix en president del Brasil, nomenaria per al Ministeri d'Agricultura a l'economista liberal Paulo Guedes. En una entrevista del 2018, va declarar que «no m'agradaria privatitzar Petrobras, però ho faria si no trobés una altra solució». Al maig de 2018, va defensar la flexibilització dels drets laborals i va dir: «A poc a poc, la gent entendrà que és millor tenir menys drets i ocupació que tots els drets i atur».
Segons el politòleg Fernando Schuler, els canvis en el discurs de Bolsonaro s'explicarien per l'augment de la seva popularitat. Segons Schuler, «cada candidat, quan creix, tendeix al centre». Segons l'economista i filòsof Joel Pinheiro da Fonseca, el discurs econòmic de Bolsonaro seria un «vestit liberal», també utilitzat, segons l'economista, per Lula i altres polítics del passat.

### Altres posicionaments
En una entrevista a l'apartat Dois dedos de prosa (Dos dits de prosa) del Programa do Ratinho, es va preguntar a Bolsonaro sobre la seva opinió sobre la unificació de la policia militar i civil. En resposta, el polític va dir que no ho recolza, justificant que «la policia civil té una funció i la policia militar té una altra», que «si la policia està unificada, els seus uniformes seran llençats» i que «tindrien problemes interminables amb això».
El 2016, es va oposar a l'amnistia a la caixa 2 (caixa B), una esmena articulada principalment per partits i parlamentaris involucrats en l'Operação Lava Jato (Operació autorentat), per l'amnistia dels crims de la caixa B. A l'octubre de 2016, Jair Bolsonaro va participar en una manifestació a Brasília en suport a que la vaquejada no fos prohibida pel Tribunal Federal Suprem.

## Controvèrsies
Bolsonaro ha expressat molts punts de vista polítics d'extrema dreta durant la seva llarga carrera política. Ja ha fet declaracions considerades com discurs d'odi, homòfobiques, misògines i sexistes, racistes i contra els refugiats.

### Acusacions de corrupció
El nom de Jair Bolsonaro està registrat a l'anomenada Llista de Furnas, un suposat esquema de corrupció que va utilitzar diners de la caixa B en efectiu per subvencionar 156 campanyes polítiques l'any 2000. Encara que el polític afirma que la llista és falsa, la seva autenticitat ha estat provada per un laude de la Policia Federal. El procediment segueix en secret de sumari.
En una reunió entre els candidats i els organitzadors de la campanya, al Tribunal Superior Electoral (TSE), el nom de Bolsonaro va aparèixer com a receptor de 200.000 reais de l'empresa JBS durant la seva campanya del 2014. Aquell any, Bolsonaro va ser reelegit diputat federal amb la majoria de vots a Rio de Janeiro, més de 460 mil vots. Un reportatge de la revista Vice va portar la qüestió a la superfície al març de 2017 donades les repercussions de l'Operação Carne Fraca (Operació Carn Feble). El polític va publicar un vídeo al seu canal de YouTube, on va explicar que els 200.000 reais, la meitat de la quantitat dedicada a la seva campanya, van ser tornats com una «donació al partit». Tanmateix, en el registre de comptes del TSE, la mateixa quantitat va tornar al compte de Bolsonaro, però aquesta vegada com una donació realitzada pel fons del partit.

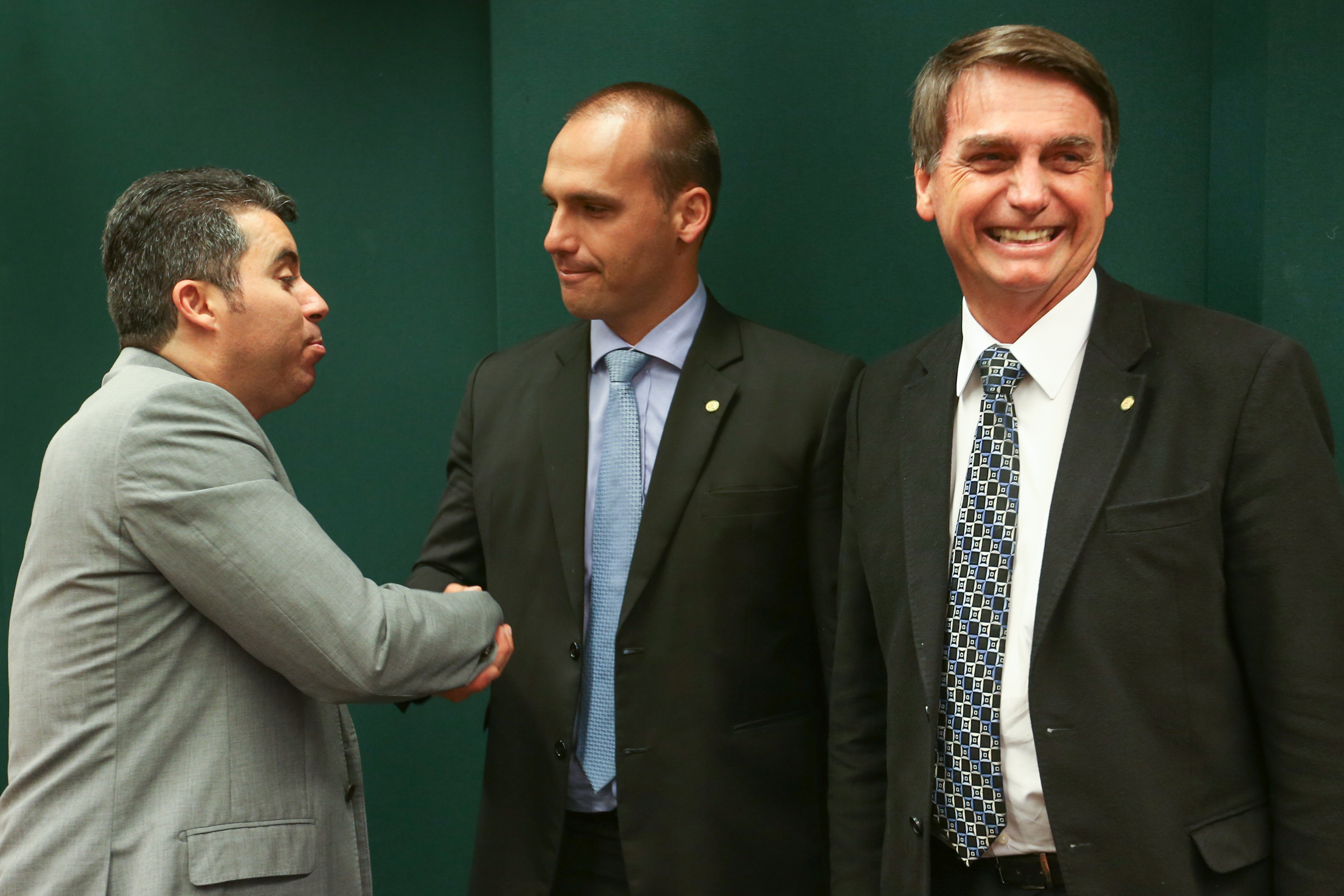
El diputat Marcos Rogério saluda a Eduardo Bolsonaro al costat de Jair Bolsonaro (2017)

Entre el 2010 i el 2014, el patrimoni del diputat va créixer més d'un 150%, segons la declaració registrada al TSE. En aquest període, Bolsonaro va adquirir cinc propietats que, en conjunt, tenen valor de 8 milions de reais, incloent dues cases a Barra da Tijuca, a Rio de Janeiro, comprades per 500 mil i 400 mil reais, respectivament, valors molt per sota de la taxació per la prefactura carioca en el moment. El Consell Federal d'Agents Immobiliaris (Conselho Federal de Corretores de Imóveis, Cofeci) afirma tenir «indicis greus» que l'operació de compra tenia implicat el blanqueig de diners. En la seva defensa, Bolsonaro va al·legar que Rodrigo Janot, exprocurador general de la república, va presentar una denúncia anònima sobre la seva declaració de béns en 2014. A més, va afirmar que els càrrecs són «calúmnies» i part d'una «campanya d'assassinar la seva reputació». El 28 de setembre de 2018, un reportatge publicat pel diari O Globo informava que Bolsonaro no va declarar 2,6 milions de reais al Tribunal Electoral, una xifra referent a les dues cases de Rio.
A l'abril de 2017, Bolsonaro va ser acusat d'utilitzar la quota parlamentària per pagar els viatges pel país on es presentava com a candidat previ a la presidència el 2018. La quota reemborsa els viatges i altres despeses del mandat. En cinc mesos, entre 2016 i 2017, almenys sis viatges del diputat van ser assumits per la Cambra per un total de 22 mil reais. L'oficina de premsa del Congrés va negar les acusacions, al·legant que l'ús de la quota estava relacionat amb la participació a la Comissió de Seguretat Pública de Cambra, de la qual el diputat era un suplent. El parlamentari també rebia de la Cambra uns 3.000 reais d'assistència per a l'habitatge des de 1995, tot i tenir un apartament de dos dormitoris a Brasília des de 1998. Quan va ser preguntat per Folha de S. Paulo sobre com va utilitzava els diners d'aquest benefici, va respondre: «Com era solter en aquella època, aquesta quantitat d'ajuts a l'habitatge l'utilitzava per a donar menjar a la gent».
Un reportatge de Folha de S. Paulo, realitzat el gener de 2018, va informar que el diputat va contractar un criat «fantasma» a Brasília. Segons l'informe, entre gener i juny, Walderice Santos da Conceição va rebre més de 17 mil reais com a empleat del gabinet del parlamentari a la Cambra dels Diputats, tot i que va treballar com a venedor d'açaí al municipi d'Angra dos Reis, a Rio de Janeiro. Des del 2003, la secretària va aparèixer com una dels 14 empleats del diputat a la capital federal, amb un salari brut de 1 416,33 reais. L'agost de 2018, Bolsonaro va anunciar que Walderice havia renunciat com a assessor i va dir que «el seu crim va ser donar aigua als gossos».
El 19 d'octubre, el Tribunal Superior Electoral (TSE), després d'una sol·licitud del Partido dos Trabalhadores (PT), va iniciar una investigació basada en un informe en el diari Folha de S.Paulo, segons el qual les empreses pagaven, en contractes que arribarien als 12 milions de reais, per enviament massiu de notícies falses contra el candidat del PT amb l'aplicació WhatsApp per afavorir la campanya presidencial de Bolsonaro. La defensa de Bolsonaro diu que la campanya del candidat va ser acusada de manera falsa i que prendria «mesures judicials adequades». Segons el PT, l'acte consistiriria en la pràctica de la caixa B.

### Democràcia, Estat laic i Dictadura militar

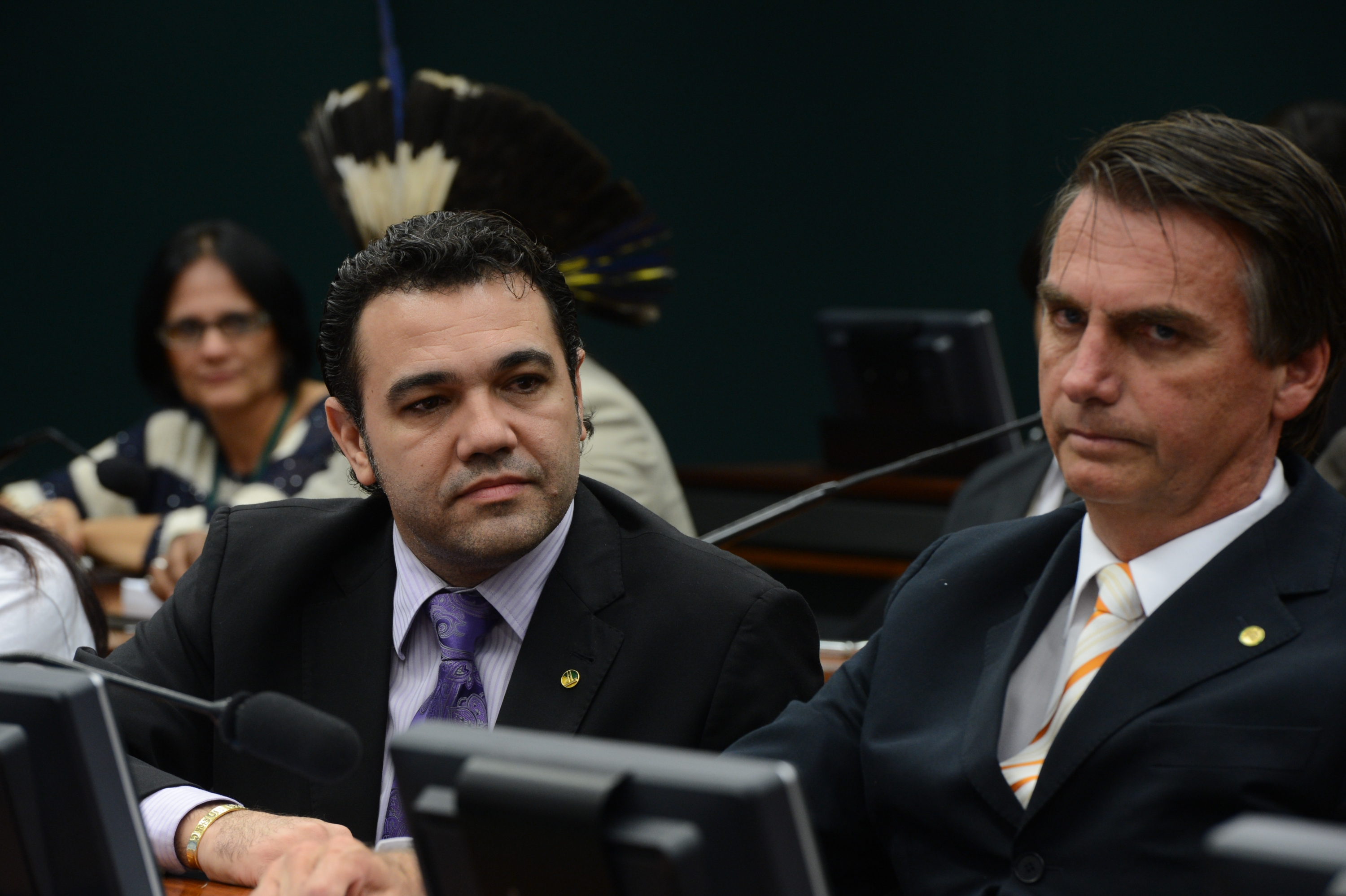
Els diputats federals Marco Feliciano i Jair Bolsonaro a la Comissió de Drets Humans i Minories de la Cambra de Diputats de Brasil (2013)

En una entrevista amb la revista Veja el 2 de desembre de 1998, Bolsonaro va dir que la dictadura xilena d'Augusto Pinochet, que va matar a més de 3.000 persones i va exiliar a altres 200.000, «hauria d'haver matat més persones». També va elogiar a Alberto Fujimori, president del Perú, com un «model» per a l'ús de la intervenció militar contra el poder judicial i poder legislatiu. El 1999, el diputat va afirmar al programa Câmera Aberta que estava «a favor de la tortura» i va titllar la democràcia de «merda». Si fos president del país, va respondre que «no dubtaria tancar el Congrés».
Jair Bolsonaro també és conegut per afirmar que la dictadura va ser una època «gloriosa» de la història del Brasil i del Cop de 1964 va ser una «intervenció democràtica» fruit de la «pressió popular», i que el 1968, els grups opositors van començar a atacar amb tàctiques guerrilleres. En una carta publicada al diari Folha de S. Paulo, es va referir a l'era militar com «20 anys d'ordre i progrés». També va dir, durant una discussió amb els manifestants al desembre de 2008, que «l'error de la dictadura va ser torturar i no matar». Bolsonaro va ser criticat pels mitjans de comunicació, els polítics i pel moviment Tortura Mai Mais (Tortura mai més), especialment després d'haver penjat a la porta del seu despatx un cartell que deia als familiars dels desapareguts de la dictadura militar que «només busquen ossos els gossos». El 17 d'abril de 2016, Jair Bolsonaro felicitar al diputat Eduardo Cunha per la forma de dirigir l'impeachment de Dilma Roussseff i va utilitzar el seu discurs de vot sobre l'impediment de rendir honors a Carlos Alberto Brilhante Ustra, en primer militar a ser reconegut pels tribunals com un dels torturadors durant la dictadura militar. En la seva defensa, Bolsonaro va afirmar que les declaracions durant la votació sobre l'impeachment estaven protegides per la immunitat parlamentària. En una entrevista de 2018, va defensar de nou a Ustra, dirigint-se a ell com un «heroi nacional».
El 2015, en un vídeo publicat pel seu fill, el diputat Eduardo Bolsonaro (PSC-SP), Jair Bolsonaro va declarar que «la violència es combat amb la violència i no amb els drets humans, tal com defensa Amnistia Internacional», que va afirmar que estava formada per «canalles» i «idiotes». Preguntat sobre una enquesta de l'organització que va demostrar que la policia brasilera és la que més mata al món, Bolsonaro va respondre que creu que la «Policia Militar de Brasil havia de matar a més gent». En un discurs a Campina Grande, al febrer de 2017, el diputat va criticar l'estat laic quan va dir: «Déu per damunt de tot!. No volem aquesta història d'un Estat laic. L'Estat és cristià i la minoria que s'oposi, que marxi […] les minories s'han d'inclinar-se a les majories».
L'any 2014, el periodista estatunidenc Glenn Greenwald, que en col·laboració amb Edward Snowden, va fer pública l'existència dels programes secrets de vigilància global de l'Agència de Seguretat Nacional dels Estats Units, es va referir a Bolsonaro com «el funcionari públic elegit més misogin i desagradable del món democràtic». La revista britànica The Economist el va anomenar «radical», «religiós nacionalista», «demagog de dretes», «apologista de dictadors» i «una amenaça a la democràcia».

### Les dones
El 2003, el Jair Bolsorano va dir que no violaria a la parlamentària Maria do Rosário perquè ella «no s'ho mereix» en una discussió sobre la majoria d'edat penal durant les entrevistes sobre el cas Friedenbach Liana i Felipe Caffé. El registre mostra que Rosário va declarar: «El senyor és qui promou aquestes violències, promou, sí». A continuació, Bolsonaro diu: «Grava això!, grava això ara!, m'estàs dient violador?». Rosário, al fons, diu: «Sí, ho ets, sí». Jair Bolsonaro després diu: «Mai no et violaré perquè no ho mereixes». Al desembre de 2014, durant una discussió a la Cambra dels Diputats, Bolsonaro va repetir l'ofensa. La lluita va arribar després que ella digués que la dictadura militar era «una vergonya absoluta» per a Brasil. En un vídeo en la seva defensa en el cas en el mateix any, Bolsonaro va afirmar que el seu discurs va ser «una resposta reflexa»: «Va ser una paraula pronunciada per mi a la seva acusació de violador», va dir. Se li va preguntar sobre la declaració del Rosário en una entrevista al febrer de 2015, Bolsonaro va dir al diari Zero Hora: .. «No s'ho mereix [ser violada] perquè és massa dolenta, perquè és massa lletja. No és del meu gust. Mai la violaria».
En virtut de les declaracions fetes durant les discussions amb Maria do Rosário, Bolsonaro va ser condemnat en primera instància pels danys morals al setembre de 2015. El juny de 2016, el Tribunal Federal Suprem (Supremo Tribunal Federal, STF), quan va analitzar la denúncia de la Procuradoria general de la República i la queixa de la mateixa diputada, va decidir obrir dues accions penals contra el diputat Bolsonaro. En una decisió de quatre vots contra un, la Sala Segona del Tribunal Suprem entén que, a més d'incitar a la pràctica de la violació, Bolsonaro ofèn l'honor de la col·lega. Com a resultat, el Jair Bolsonaro va ser acusat de la suposada pràctica d'apologia al crim i per injúria. La denúncia contra Bolsonaro per tolerar el crim es va presentar al desembre de 2014 per Ela Wiecko (viceprocuradora general de la República), i en cas de ser declarat culpable, pot ser castigat amb 3 a 6 mesos de presó, més una multa. El 15 d'agost de 2017, el Tribunal Superior de Justícia (Superior Tribunal de Justiça, STJ) va confirmar la decisió de primera instància i va dictaminar que Jair Bolsonaro pagui una indemnització de 10.000 reais a Maria do Rosario.
En una entrevista al diari Zero Hora el 2015, va dir que no creu que sigui just que les dones i els homes rebin el mateix salari, perquè les dones es queden embarassades, al·legant que el permís de maternitat perjudica la productivitat de l'empresari. El 2016, en una entrevista amb el presentador Luciana Gimenez a RedeTV!, va parlar del que havia dit al diari gaúcho:«no empraria [homes i dones] amb el mateix salar, malgrat que hi ha moltes dones que són competents». A l'abril de 2018, en una entrevista amb José Luiz Datena, a TV Bandeirantes, va parlar una vegada més sobre el tema: «Si va haver un malentès en 2016, paciència!», va dir. Quan se li va preguntar sobre la seva opinió actual sobre la distància salarial entre homes i dones, va dir que no tenia cap.
A l'abril de 2017, en un discurs al Club Hebreu, de Rio de Janeiro, Bolsonaro va fer una broma sobre la seva filla Laura de sis anys, dient que «tinc cinc fills: tinc quatre homes, i en la cinquena vaig flaquejar i vaig tenir una dona». El discurs va generar una repercussió negativa en les xarxes socials.

### Els homosexuals
A la Folha de S. Paulo, al maig de 2002, va dir que voldria agredir als homosexuals: «No vull lluitar ni discriminar, però si veig que dos homes es besen al carrer, els apallissaré». Al mateix periòdic, al novembre de 2010, Bolsonaro va defensar els càstigs físics a fills homosexuals: «Si un fill comença a semblar-se, una mica gai, agafa un cinturó i canvia el seu comportament». En una entrevista amb el Jornal de Notícias el 2011, el llavors diputat federal va relacionar l'homosexualitat amb la pedofília, afirmant que «molts d'aquests nens que seran adoptats per parelles homosexuals seran abusats per aquestes parelles homosexuals». A més, va argumentar que Brasil no necessita una legislació específica contra l'homofòbia perquè «la majoria dels homosexuals són assassinats pels seus respectius proxenetes quan el bon ciutadà ja està adormit».

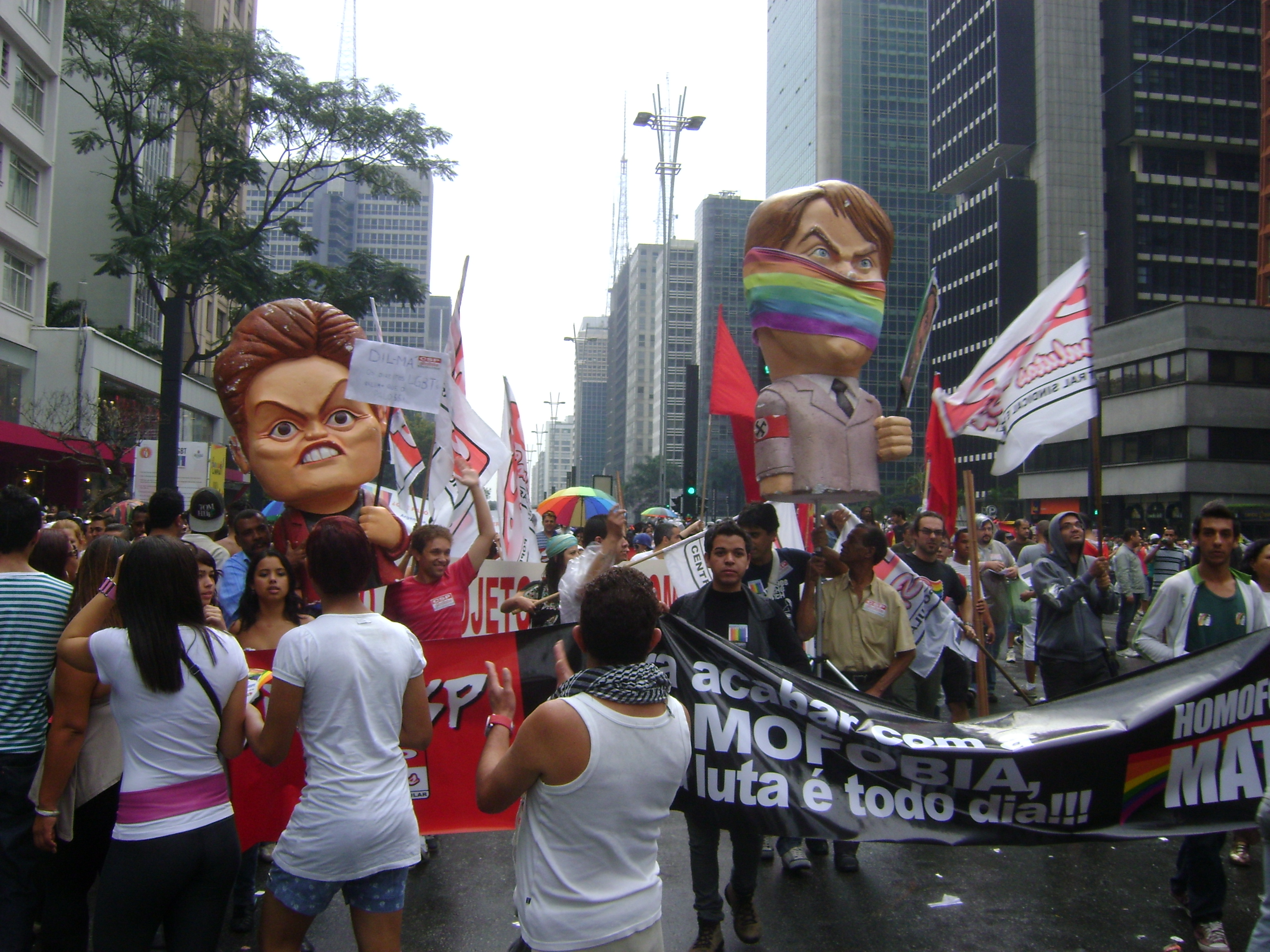
Manifestació contra Bolsonaro durant la Marxa de l'orgull LGBT de São Paulo (2011)

En una entrevista a la revista Playboy al juny de 2011, Bolsonaro va dir: «No podria estimar a un nen homosexual. No vull ser un hipòcrita aquí: prefereixo que el meu fill mori en un accident que apareix amb un bigotut al seu costat per allí. Per a mi hauria mort realment». El parlamentari també va declarar que si una parella homosexual anés a viure al seu costat, això devaluaria la seva casa. Al juliol d'aquell mateix any, durant una entrevista per als lectors de la revista Época, va dir que «si lluitem per evitar la distribució del kit gai a les escoles primàries amb la intenció d'estimular l'homosexualitat, una veritable afronta a la família i que és perjudicial, llavors soc perjudicial, amb molt orgull».
Al documental Out There, realitzat per l'actor i comediant britànic Stephen Fry i exhibit a la BBC el 2013, el parlamentari va declarar que «cap pare està orgullós de tenir un fill gai» i que «nosaltres els brasilers no ens agrada els homosexuals». El març de 2016, l'actriu estatunidenca Ellen Page va publicar una entrevista concedida per Bolsonaro el 2015 i que forma part d'un episodi que tracta sobre l'homofòbia al Brasil. Durant l'entrevista, el diputat va dir que «el nombre creixent d'homes gais es deu al liberalisme, les drogues i les dones que també treballen».

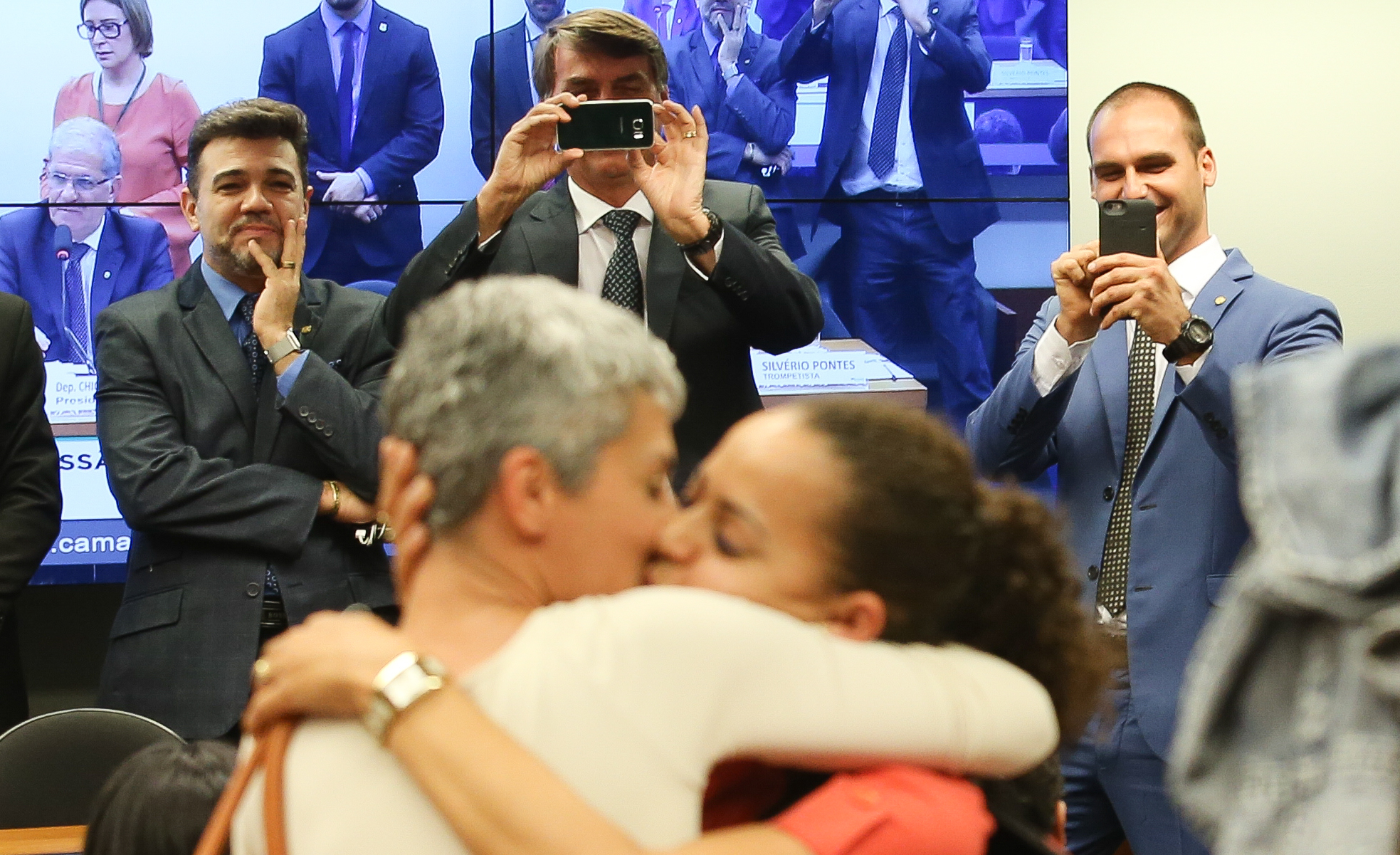
Besada contra Bolsonaro i Marco Feliciano a la Cambra (2016)

El 9 de novembre de 2017, el Tribunal de Justícia de l'Estat de Rio de Janeiro va condemnar-lo a pagar una multa de 150 mil reais per dany moral col·lectius a causa de declaracions fetes pel parlamentari el 2011 al programa CQC, on va declarar que «no hi ha cap risc de tenir un fill homosexual perquè els meus fills tenen una bona educació». La jutgessa Luciana Teixeira va dir que el diputat havia abusat del seu dret de llibertat d'expressió a cometre un acte il·lícit. «No es pot atacar i humiliar deliberadament, ignorant els principis d'igualtat i isonomia, com base en la invocació de la llibertat d'expressió», va dir la jutgessa.
Tanmateix, l'11 de gener de 2016, quan ja començava a presentar-se com a candidat previ a la presidència del Brasil, Bolsonaro va començar a moderar el discurs sobre els gais publicant un vídeo al seu canal oficial: «No tinc res a veure amb el comportament d'estimar a qui sigui. Si l'home i la dona més endavant decideixen viure amb el company, formar una parella, i viure com aquelles del mateix sexe, seran feliços. Però no podem admetre que, per la nostra omissió del Parlament, els nens es converteixen en homosexuals en el futur o tinguin una conducta homosexual en el futur, a causa de la influència de l'escola. Això és inacceptable». Des de llavors, diu que no té res contra els homosexuals i només lluita contra el «kit gai» a les escoles. El 4 d'octubre de 2018, per exemple, Bolsonaro va dir: «Cadascun, segons la seva edat, és amo dels seus actes, i s'ha d'encarregar de la seva vida. Però els nens de sis anys no ho poden fer. Un pare no vol arribar a casa i veure el seu fill jugant amb una nina per la influència de l'escola. Els homosexuals estaran contents si arribo a ser president». El 6 d'aquest mes, poc abans de la primera volta de les eleccions presidencials brasileres, va dir: «Vivim aquí del món material, aquí a la terra, i per als que creuen en la qüestió espiritual. Anem a fer un govern per a tothom. Per als gais, i fins i tot els qui tenen un pare gai i una mare gai. És un treball per a tots vosaltres».
L'any 2018, durant les eleccions presidencials, el Tribunal Superior Electoral (TSE) va ordenar l'eliminació de vídeos que afirmaven que el llibre francès Le Guide du zizi sexuel (2001), d'Hélène Bruller (associat per Bolsonaro amb el «kit gai»), havia estat distribuït per programes governamentals quan Fernando Haddad ocupava el càrrec Ministre d'Educació. La representació tenia com a objectius a Jair Bolsonaro i als seus fills Carlos i Flávio Bolsonaro. Segons el ministre Carlos Horbach, els vídeos representen «la difusió del fet conegut com a fals, pel candidat representat i els seus seguidors, en diverses publicacions realitzades a les xarxes socials» que «genera desinformació durant el període electoral, amb perjudici del debat polític». El ministre afegeix que el llibre no forma part del programa «Escola sense homofòbia», que ni tan sols va ser implementat pel Ministeri d'Educació.

### Refugiats
Al setembre de 2015, durant una entrevista amb el diari Jornal Opção de Goiás, va dir: «No sé quina és l'adhesió dels comandants, però si redueixen l'efectiu de les Forces Armades, hi haurà menys persones als carrers per enfrontar-se als marginats del MST, els haitians, els senegalesos, els bolivians i tot el que és l'escòria del món que, ara, estan arribant els sirians també. L'escòria del món arriba al Brasil com si no tinguéssim problemes per resoldre». Parlant al Club Hebreu el 2017, va dir que «no podem obrir la porta a tothom». No obstant això, no es va mostrar contrari a l'entrada de tots els estrangers. «Algú ha vist algun japonès demanant almoina? És una raça que té la cara de vergonya!». A l'abril de 2017, la Secretaria Especial de Polítiques per a la Promoció de la Igualtat Racial (SEPPIR) va presentar una nota de repudi per les declaracions fetes pel diputat sobre el tema.
El 2018, Bolsonaro va defensar la creació de «camps de refugiats» per als veneçolans que buscaven refugi a Brasil.

### Indígenes i quilombos
Jair Bolsonaro també va qüestionar la política indígena del Govern brasiler, en una de les seves declaracions en una audiència a la Cambra dels Diputats, que tractava sobre la qüestió a Roraima. El diputat va dir que el Moviment sense Terra (MST), «malgrat ser creat i format per persones que parlen la nostra llengua i que són educades», no podran fer la reforma agrària mentre que els «indis malvats, sense educació i no parlants de la nostra llengua» tinguin el 12% del territori brasiler i facin lobby al Congrés. Els comentaris Bolsonaro van causar gran indignació al Parlament, entre els indígenes, parlamentaris i grups de defensa de drets humans, que sentien que el discurs del parlamentari feria el principi de la no-discriminació de la Constitució brasilera. Amb sentiments de vergonya i ofès pels comentaris de Bolsorano sobre la qüestió indígena, un dels caps del poble sateré-maués present a l'audiència pública va llençar un got d'aigua cap al diputat. Després de ser colpejat pel got d'aigua, Bolsonaro va dir: «És un indi que està amb un sou aquí a Brasília, va arribar amb avió, ara anirà a menjar unes costelles de porc, pendre una cervesa, probablement, un whisky, i potser telefonar a algú perquè la seva nit sigui més agradable. Aquest és l'indi que ve aquí a parlar de reserva indígena. Hauria d'anar a menjar herba a fora per mantenir els seus orígens».

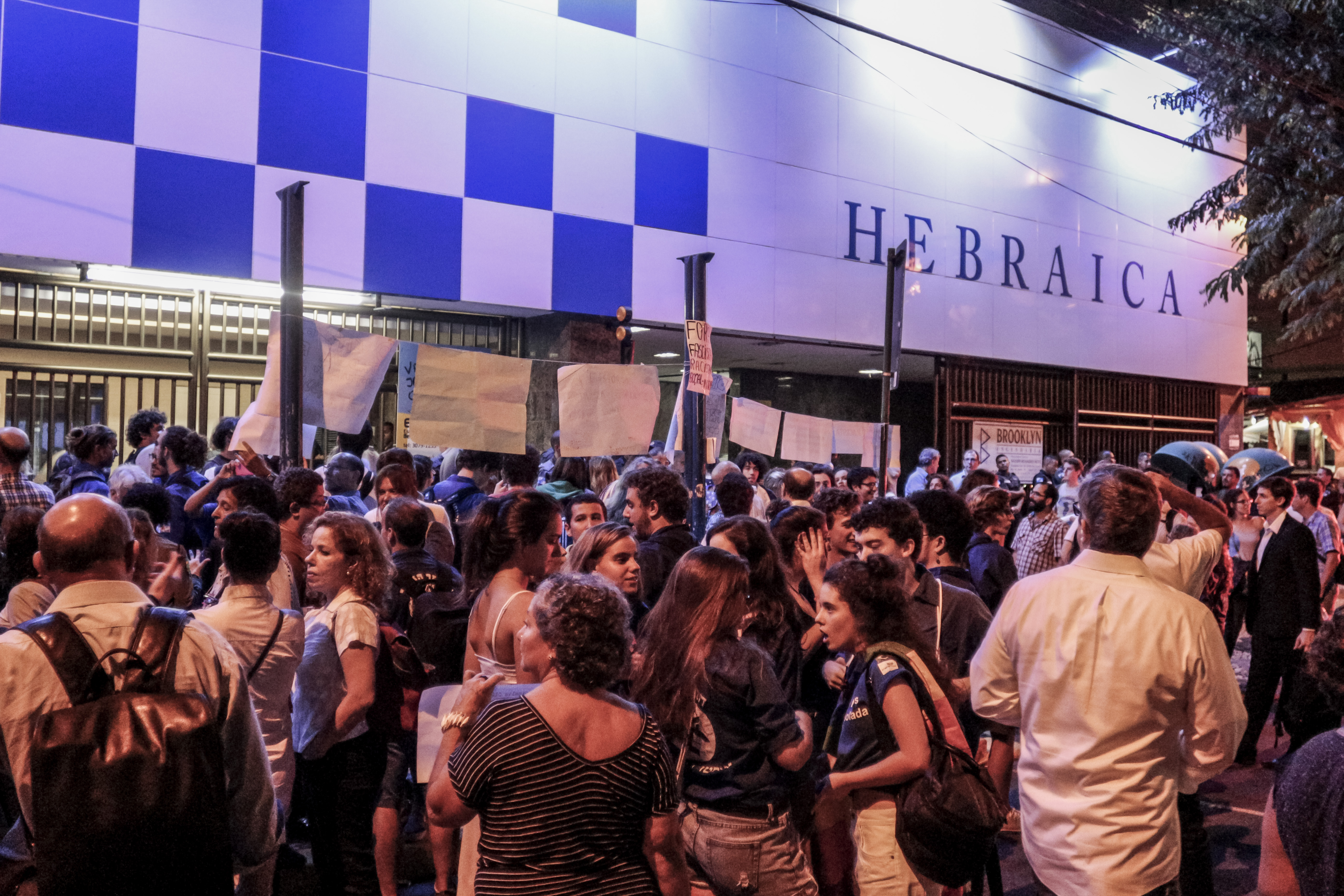
Protesta contra Bolsonaro davant del Club Hebreu de Rio de Janeiro (2017)

A l'abril de 2017, en un discurs al Club Hebreu a la zona sud de Rio de Janeiro, el diputat federal va dir que acabaria amb totes les terres indígenes i les comunitats de quilombos al Brasil si fos elegit President el 2018. També va dir que acabaria amb finançament públic per a les ONG: «Pot estar segur que si arribo (a la Presidència de la República) no tindré diners per a les ONG. Si depengués de mi, cada ciutadà tindrà una arma de foc a la casa. No hi haurà demarcat cap centímetre per les reserves indígenes ni per les comunitats de quilombos». També va afirmar que les reserves indígenes i les comunitats de quilombos dificulten l'economia. «On hi ha una terra indígena, hi ha una riquesa a sota. Hem de canviar això», va dir. «Jo vaig anar a una comunitat de quilombos. L'afrodescendent més lleuger pesava set arrobas. No fan res!. Jo crec que fins i tot no serveixen per a procrear. Es gasten més d'un bilió de reais a l'any amb ells».
Després de la frase sobre els quilombos, el Ministeri Públic Federal de Rio de Janeiro va presentar una acció civil pública per danys col·lectius a les comunitats de quilombos i la població negra contra Bolsonaro, afirmant que va utilitzar expressions abusives, prejudicials i discriminatòries amb l'objectiu d'ofendre i ridiculitzar les comunitats de quilombos i la població negra. El 3 d'octubre de 2017, el diputat va ser condemnat a pagar 50.000 reais en compensació per danys morals.
El 13 d'abril de 2018, la Procuraduria General de la República (Procuradoria-Geral da República, PGR) va presentar una denúncia contra Bolsonaro pel delicte de racisme. En la denúncia, la Procuradora General, Raquel Dodge, demana que el parlamentari pagui 400.000 reais per danys col·lectius i afirma que ell «ha tractat amb total menyspreu als membres de les comunitats de quilombos […] en comparació, que els japonesos són un poble treballador, que no demanen almoina. Per la qual cosa és evident que, segons ell, hi ha individus o pobles superiors als altres, tractant als quilombos com a éssers inferiors». La denúncia va ser rebutjada pel Suprem Tribunal Federal l'11 de setembre del mateix any.